# 布賴爾伍德埃斯泰茨 (密蘇里州)
布賴爾伍德埃斯泰茨（英語：Briarwood Estates）是位於美國密蘇里州傑佛遜縣的普查規定居民點。

## 人口
根據2020年美國人口普查的數據，布賴爾伍德埃斯泰茨的面積為2.09平方千米，當中陸地面積為1.76平方千米，而水域面積為0.33平方千米。當地共有人口347人，而人口密度為每平方千米166.03人。